# Alternative Addiction
Alternative Addiction — американское ежедневное Интернет-издание, посвященное музыкальной критике, новостям и интервью с исполнителями. Оно фокусируется на альтернативной музыке.

## История
Издание было основано главным редактором Чадом Дурки (Chad Durkee) в 1999 году.
Alternative Addiction концентрируется в основном на новой музыке, однако его журналисты рецензируют также переизданные альбомы и бокс-сеты. С недавних пор сайт приступил к освещению андеграундной музыки, выпустил компиляцию неподписанных групп, запустил свой интернет-магазин, раздел цифровых загрузок и имеет более чем десять тысяч подписчиков.
Alternative Addiction работает с Columbia Records, 604 Records, Rock Ridge Music, Lava Records, Geffen Records и прочими. В настоящее время издание содержит последние новости, интервью, рецензии, а также конкурсы.
Ежегодно публикуются списки лучших альбомов и треков, начиная с 2002 года. На сайте также имеются чарты, основанные на голосовании посетителей. Чарты содержат двадцать треков и десять альбомов, которые обновляются соответственно еженедельно и ежемесячно.